# 穿刺
穿刺（せんし, puncture）とは、注射針などの先端の尖った中空の器具を用いて、検査したいものを切開せずに内容を調べること。主に医療行為としての意味を指す。

## 種類
穿刺では、内容物を吸引・排出することができるため、また経路を通じて薬物を投与できるため、検査と同時に治療を兼ねることもある。

### 胸腔穿刺
胸水を採取し、診断に用いる。多量の胸水がある場合には、ドレナージを行い、呼吸を改善させることもある。

### 心嚢穿刺
心嚢液を採取する。心タンポナーデでは、心嚢液による圧迫が取れ、心機能が改善する。

### 腹腔穿刺
腹水を採取する。多量の腹水に対してはドレナージを行うこともある。

### 腰椎穿刺
脳脊髄液を採取する。穿刺ルートを通じて、造影剤を注入し、レントゲン撮影などを行うこともある。

### 関節穿刺
関節液を採取または吸引する。

### 穿刺細胞診
種々の臓器で行われる。甲状腺や乳房内に生じたしこりなど表皮から近い臓器で用いられることが多い。